# 皆野あい
皆野 あい（みなの あい、1995年5月15日 - ）は、日本のAV女優。ティーパワーズ所属。

## 略歴
『週刊プレイボーイ』のSNSを利用した読者参加型グラビアの候補モデル「名無し@セクシーアイドル候補」として2015年7月20日号でグラビアデビュー。芸名のほかグラビアやビデオの内容などをツイッターで決めるという企画で、「皆野あい」に芸名が決まり、2015年10月にアリスJAPANの専属女優としてAVデビュー。
2016年9月でアリスJAPAN専属を離れ、同年12月から翌年1月まではSODクリエイトのレーベル「青春時代ぷらす」の専属。
デビュー当時はニューゲートに所属していたが、Seven(7) Toysに移籍。2018年3月よりティーパワーズに所属。

## 人物
埼玉県出身。
趣味は一人旅、特技はY字バランス。
初オナニーは中学1年か2年の時で、初体験は16歳の時に当時付き合っていた同い年の彼と彼の家で。

## 出演作品

### アダルトDVD
- セクシー女優候補生 Debut! 〜みんなのあい〜（10月9日、アリスJAPAN）
- みんな専用ランジェリーメイド（11月13日、アリスJAPAN）
- 出会って4秒で合体（12月11日、アリスJAPAN）

- 彼女調教カタログ（1月8日、アリスJAPAN）
- 性処理と化した優等生（2月12日、アリスJAPAN）
- 朝から晩までハメ放題!!!!!! 即ハメOK娘（3月11日、アリスJAPAN）
- 鬼ピス ベッドが壊れるほど激しい性交（4月13日、アリスJAPAN）
- 人間廃業×黒人（5月13日、アリスJAPAN）
- 犯された護身術講師（6月13日、アリスJAPAN）
- マスターするまで帰れません! 48体位すべて覚えるまで終わらないSEX（7月13日、アリスJAPAN）
- 汗と潮と愛液が止まらないガチ汗だく性交4本番!（8月13日、アリスJAPAN）
- 「ギロチン始めました」 女体拘束絶叫アクメ（9月13日、アリスJAPAN）
- 「私の妄想、覗いてみませんか?」 少女が抱く理想のSEX（12月8日、SODクリエイト）

- 「私の中にいっぱい精子出してください」 甘えんぼの妹はお兄ちゃん専用中出しソープ嬢（1月8日、SODクリエイト）
- AVアイドルどすけべ研究所 file.01（3月25日、HMJM）
- 新・絶対的美少女、お貸しします。 ACT.71（4月14日、プレステージ）
- 「若妻変態クラブ(仮)」 会員No.013 あいさん 22歳（4月14日、S級素人）
- 純情ロリっ子の恥じらいSEX（5月1日、S-Cute）
- 姉姦 Rec-5 過激生投稿 日頃から気になって仕方ない姉の無防備な胸チラとパンチラに童貞弟の理性が崩壊 両親の目を盗んで撮影された近親相姦映像を完全収録!（6月7日、ディープス）※「ひなこ」名義
- スーパーヒロイン 鬼畜大凌辱 チャージマーメイド完全版（6月9日、GIGA）
- 僕の部屋が姉の友達の溜まり場になっていて困っています。大好きな姉には言えず、毎日のように、何度も射精させられて…弟が撮影した記録（6月15日、SODクリエイト）
- 完璧な性奴隷 12（6月16日、MAD）
- 官能小説 息子の恋人〜おんな〜（6月25日、マックス・エー）
- 愛の騎士まぼろしマスク（7月14日、GIGA）
- 自らの肉体を晒して興奮するど変態素人と即ハメSEX（7月14日、S級素人）
- 募集ちゃんTV×PRESTIGE PREMIUM 38（7月21日、プレステージ）※「あい」名義
- 最高の美女姉妹 〜奴隷調教〜（7月25日、h.m.p DRAMA）
- 本格サイコサスペンスAV 壊れた隣人愛（7月25日、マックス・エー）
- 黒髪ロリ美少女がときどきオトナの顔をする（8月1日、S-Cute）
- 一般男女モニタリングAV 安眠グッズ体験に協力してくれた大学生グループ限定 素人女子大生が彼氏の男友達と1発10万円の連続射精セックスに挑戦! 声を出せない状況に興奮し2段ベッドが揺れるほど感じる2人の寝取られ生中出しは1発だけじゃ終わらない!! 4組合計14発（8月19日、ディープス）※「なつみ」名義
- 追撃のイクイク美少女レイヤー 002 コスプレ美少女★早漏オマ●コ改造計画（9月1日、ドリームチケット）※「アイ」名義
- 一般男女モニタリングAV マジックミラーの向こうには大好きな彼女! 他の男に寝取られる姿を彼氏が最後まで見ることができたら100万円! 巨乳の彼女は“30cm横で彼氏に見られている”とは知らずに彼氏とは比べ物にならない巨根にオマ○コ本気濡れ!　そのままデカチンと初めての寝取られ中出しセックスしてしまうのか!?（9月7日、ディープス）※「さや」名義
- 発達途中の優しい妹に欲情した童貞の兄が両親の目を盗んで自らカメラ片手にSEX懇願! 禁断の近親相姦SEXを撮影される恥ずかしさとは裏腹に相性良過ぎて自ら腰を振りながらカメラ目線でイキまくる! 2（9月8日、V&R PRODUCE）
- －元教師によるデカ尻女子高生ブルマ記録－ 自宅に連れ込んだJKのブルマ尻に興奮し思わず即ハメ! 2 突然のデカチン激ピストンに逃げきれず痙攣イキするブルマ女子高生 連続絶頂合計36回（9月19日、ディープス）※「ふみか」名義
- 現在授業中! 先生にバレたら即退学!? ヤリマン女子たちのエロ過ぎ悪ノリチキンレース!! 転校先の学校に男はボク1人!ブラチラ&パンチラが視界に飛び込んでくる最高の学園生活!と思ったら…授業中なのにみんながボクを誘惑!?まさかのクラス女子はヤリマンばかり! さらに授業中に先生に見つからないようにボクをイカすチキンレースが始まった!! こんなのバレたら退学…!必死にイクのを我慢しているとヤリマン女子たちの方がムラムラし始めて…!?（9月19日、Hunter）
- 最強属性 14（9月29日、最強属性）
- ウブな女子大生限定! 初めての拘束電マ体験(改造玩具スーパー振動電マ)衝撃的快感に泣き出すシロウト娘続出! その快楽状態なら流れで中出しSEXまで出来ちゃう!?（10月13日、ナンパJAPAN）※「ゆう」名義
- 「カップル限定」 マジックミラー号の中で、自慢の彼女を「寝とって」真正中出し! 15 超豪華版!! 撮り下ろし6人+シリーズ歴代人気美女12人(中出し合計32発)総集編付き2枚組8時間（10月19日、SODクリエイト）
- 突然のキスで面食らって嫌がるどころか痙攣して体が反り返るほど、感じまくって爆濡れするドMな幼馴染!!久しぶりに見た幼馴染があまりにも可愛くなっていてビックリ!!こっちがドキドキしているとは知らずに無邪気に顔を急接近!!唇がボクの唇のほんの数センチ先にきてしまったからもう我慢できません!!2人だけの密室空間がそうさせたのかボクにしてはとても大胆な行動に!!怒られる覚悟で思い切ってキス!!彼女が面食らっている間に何度も激しくキス!!激しく怒られるかと思ったら軽く拒否するだけでキスするたびに体をビクビクさせながら痙攣して体が反り返るほど感じまくり!!パンツにシミが出来るほどの爆濡れ状態で抵抗もすぐに収まりボクのキスを受け入れ自ら舌をねじ込んでくるほどのド淫乱女子に大変身!!キスだけのつもりがキスだけでは終わらず、しっかりと最後まで頂いちゃいました!!しかも中に何度も求めて来た!!!!（10月19日、Hunter）
- アダルトショップにわざと間違えて入ってきたお姉さん!! 狭い店内でお尻が僕の充血チ○ポに当たってくるので爆発寸前です。他のお客さんにバレないように店内でヤラレちゃった。（11月2日、SWITCH）
- 寝取られているのに気付いていなかったバカなボク。 結婚間近な彼女が元バイト先の仲間とBBQに行って以来、気付かないうちに何度も何度も寝取られていた!そんな彼女が中出しされまくる映像をうっかり見つけてしまったボクは急いで彼女に電話すると男たちと交わる彼女の声が…。 「もう帰れない…」「中出しが気持ち良過ぎる…」（11月7日、お夜食カンパニー）
- 部活帰りの娘がブルマ履いたまま制服で帰宅! パッツパツのデカ尻濃紺ブルマに発情した父が媚薬を飲ませると発汗してムレムレに!思わずチ○ポ挿入すると効果抜群過ぎて何度も仰け反り絶頂! 3（11月10日、V&R PRODUCE）
- 発育し過ぎたデカ尻を気にする妹が優しい兄に悩みを相談! 目の前にある豊満尻に我慢できずまさかの近親相姦生挿入! 大きな尻を波打たせながら親にはナイショで何度も中出し! 2（11月10日、V&R PRODUCE）
- 部屋の中に誰かいる。（11月10日、オルガ）
- 寸止めされて超イカないチ○ポに覚醒した弟から逃げるも何度もハメられ家中でイキまくる早漏姉（11月16日、ナチュラルハイ）
- 一般男女モニタリングAV マジックミラーの向こうには再婚したての母親! 女子高生の娘と新しいお父さんが2人っきりの密室でぎこちない親子の距離が急速に縮まる10種類のキス技コンプリートできたら100万円! JKの娘と何度も舌を絡ませ合う濃厚ベロチューに義父チ○ポは我慢できずにフル勃起! いけないと思いつつも父娘は母親の目の前で禁断の中出しSEXしてしまうのか!?（11月19日、ディープス）※「さやか」名義
- ニーハイ女子校生と男はボク1人の王様ゲーム!! 田舎から都会の学校に転校したら、クラスに男はボク1人!! しかも周りは全員『黒ニーハイ』のマセた美脚女子校生!! 喋りかけられても、格差があり過ぎて話が全くかみ合わない…。放課後、何かして遊ぼうという話になってボクがダメ元で言ってみた『王様ゲーム』に唯一反応!一気に盛り上がりその場でゲーム開始!おもいきって出したエッチな命令にも「ウケる!!」と楽しみだしゲームはエスカレート!だけど想像以上の光景にボクは勃起してしまい…。するとそれを見た都会っ子女子たちは田舎者のボクなんかにムラムラし始めて…!?（11月19日、Hunter）
- 一度発射しただけじゃ足らない!酔っ払って動きは鈍いが感度が増した姉を追いかけ回して何度も中出し! ボクの姉は仕事も出来て超美人で下ネタなどまったく言わない超真面目。でもひとつ弱点が…。お酒にすごく弱くちょっとのお酒で超エロくなる!ボクを童貞だとからかい始めチ○コを触ってきて、本当にビックリするくらいエロくなる!そして童貞のボクをからかっているうちに、そのまま半ば強引にエッチされて童貞喪失してしまいました…!でも、一度だけでは満足できないボクは、さらに姉に生ハメ追撃!（12月7日、Hunter）
- 親に隠れてこっそり兄妹近親相姦 9 親の前ではわざと兄妹ゲンカ!しかし、実は兄妹以上の関係で2人きりになるとすぐに近親相姦セックスを始める!（12月19日、ゴールデンタイム）
- 17周年記念SP サエない僕を不憫に思った美人な姉に「擦りつけるだけだよ」という約束で素股してもらっていたら互いに気持ち良すぎてマ○コはグッショリ!でヌルっと生挿入!「え!?入ってる?」でもどうにも止まらなくて中出し!（12月21日、アイエナジー）

- Hunter×Apache×ゴールデンタイム トリプルエイチグループ3メーカー連動企画 通学途中に痴漢されてしまった女子たちが興奮を抑えきれずに登校直後に発情! 女子だらけの商業高校に男はボク1人で立場が弱くいつもパシリ扱い!しかし、ある朝クラスメイトの女子が通学中に痴漢に遭遇。痴漢されそのまま学校へ来た寸止め状態の女子は、表向き気持ち悪がっていたけど実は興奮していたみたいで、校内でボクと2人きりになった途端、我慢できず(教室・図書館・保健室など)でチ○ポを求め、「もっと!」と激しいピストンを求めるスケベ女子になってしまった!（1月7日、Hunter）
- Hunter×Apache×ゴールデンタイム トリプルエイチグループ3メーカー連動企画 1日に2回痴漢された女子○生（1月7日、アパッチ）
- Hunter×Apache×ゴールデンタイム トリプルエイチグループ3メーカー連動企画 痴漢されている女子●生を目撃して興奮してしまった私。 満員電車に乗った私の目線の先には…痴漢されている女子○生が!?その状況に戸惑っていると女子●生と目が合った私。だけど助けるどころか逆に興奮した私は、目の前の乗客を逆痴漢して犯してしまいました…!!（1月7日、ゴールデンタイム）
- 『そこ触っちゃダメって言ってるでしょう!!』 ちょっと小生意気な義理の妹が乳首を触られたらエビ反ってしまうほど感じまくりの連続爆イキ!!親が再婚してボクに超カワイイ義理の妹が出来た!!家の中では超無防備でいつもノーブラだから乳首の形は丸わかりだしパンチラだって丸見え!ドキドキしていたけどなかなかの小生意気具合でそんなことでドキドキしている女に不慣れなボクを小バカにしている!あまりにも気になる乳首をガン見していたらまたボクを小バカにしてくるので逆ギレして乳首を思い切って触ったら大きな声で『あーん』とスケベな声を出し、さらに触り続けたら『そこ触っちゃダメ!!気持ちいい』と急にいやらしい女の顔になり感じまくり!!今までボクの事をバカにしていた小生意気な妹が乳首をいじり続けたらエビ反ってしまうほど感じまくって従順な敏感女に豹変!!最後はボクに何度も中出しを求めてきました!!（1月19日、Hunter）
- こんな野外で?!顔射後も止めない突然の笑顔しゃぶりで連続2回おねだり女子○生 2（1月25日、ナチュラルハイ）
- 痴漢冤罪でストレス発散する胸クソ女学生を捕まえて号泣謝罪セックス（1月25日、ナチュラルハイ）
- 「挿れて」みたくてお股がヒクヒク!女の淫汁でチ○ポはヌチョヌチョ! 女子○生にオヤジチ○ポを素股してもらったらこんなヤラしい事になりました。（1月25日、アイエナジー）
- ナンパJAPAN検証企画! 大学生カップル限定! 初対面の学生カップル2組がラブホの密室でカノジョ交換ゲームに挑戦! 触れ合いムラムラミッションで距離が急激に縮まると初めてのスワッピングSEX体験しちゃうのか!?（1月27日、ナンパJAPAN）
- ジーパンくり抜き 固定バイブ本屋痴漢（2月7日、アパッチ）
- 「痴漢から守ってくれた優しい男が痴漢師だった…」絶望の中で強制結合され泣きながらイキまくる制服娘（2月8日、ナチュラルハイ）
- 処女の幼馴染と童貞の僕。うぶな二人がとっても恥ずかしいH練習!擦るだけと素股したらヌルヌルのお股にズボッ!途端に顔が真っ赤になりプルプル痙攣!実は超多感症だった幼馴染!中に出されて失神寸前の彼女にもう一回ズボッ!そのまま2回戦生中出し!（2月9日、SCOOP）
- 「一度でいいから揉んでみたい!」 レーシングブルマ穿いた陸上部のデカ尻娘に父が睡眠薬を隠れて飲ませて、夢の豊満尻を堪能し何度も中出し!（2月9日、V&R PRODUCE）
- 寝静まった女子寮に響く自分の淫らな音を聞かされ興奮しだす言いなり女子○生 〜膣中出し、アナル中出し、輪姦セックス〜（2月22日、ナチュラルハイ）
- 即ハメ痴漢 6（2月22日、ナチュラルハイ）
- 自画撮りJOI 挑発オナサポレター（3月9日、BAZOOKA）
- ガチナンパ! 高学歴の女子大生さん! 童貞君の悩み聞いてください! ディープキスと公開オナニーで赤面欲情パニック!! 筆下し中出しSEX大成功!（3月15日、ピーターズ）
- 小遣い欲しさにアルバイト感覚で素股を提案する妹!でも結局気持ち良くなって自ら生挿入!を求めるド淫乱女に豹変! ボクには妹がいるのだけれど、金遣いが荒くいつも財布がピンチ!だから兄のボクに「パンツの上から素股させてあげるからお金頂戴!」と言ってくるのです。正直妹には何の興味もないけど、風俗に行く以外そんな機会もないのでその提案に乗ってしまうのですが（安いし!）、ついつい擦りすぎたせいで妹も興奮しすぎたようで、腰を振ってチ◯ポを挿れようとしてくるのです。ダメなのに挿ってしまうチ◯ポはもはや止められる訳もなく…。（3月19日、Hunter）
- 痴漢おねだり娘 初めての漏らしイキに発情して挿入をねだる女子○生（4月12日、ナチュラルハイ）
- 痴漢され潮を吹かされても最後まで感じていることを認めず潮が出なくなるまで何度もイカされ痙攣が止まらなくなる絶頂女（4月12日、ナチュラルハイ）
- 家政婦呼んだらまさかのスク水ニーハイ姿のデカ尻娘が! ハミ出る尻肉! 足に張りつくニーハイに興奮した僕は我慢できず即ハメ生挿入! 膣奥に響く激ピストンで何度もイキまくり! 気持ち良過ぎて何度も中出し懇願! 4（4月13日、V&R PRODUCE）
- 成長して超可愛くなった幼馴染と昔みたいに一緒に入浴! 想像以上に大人になった幼馴染のエロすぎる体を見て勃起! 親が旅行に行ったせいで、近所の年下の幼馴染がお泊りにやって来て2人でお留守番することに。妹のように接してきた年下の幼馴染は可愛くなっていて超ド緊張!しかし幼馴染は緊張しまくりのボクに「昔みたいにお風呂に一緒に入りたい!」というのです。さすがにそれはちょっと…と思い返事に困っていたら、無理やり手を引っ張られ風呂場に連れて行かれ裸も見てしまい我慢できず勃起…。なんとかお風呂では勃起がバレないよう必死で隠し通しお風呂を出るも、風呂上がりのバスタオル姿でウロウロする幼馴染にもう我慢できず再び勃起してしまい… （4月19日、Hunter）
- 「お父さん大好きだよ…」 単身赴任で離れ離れで暮らすことが決まった大好きな父に別れを惜しんでベロキス密着中出しSEX!（5月11日、V&R PRODUCE）
- 一般男女モニタリングAV マジックミラーの向こうには大好きな彼氏! 素人女子●生とチ●ポが大きすぎて困っている日本在住の黒人男性が1発10万円の人生初のガン突き連続射精SEXに挑戦! 3 未○達なキツキツオマ○コに外国サイズの黒デカチ○ポをねじ込まれ衝撃ピストンが子宮に直撃!! 彼氏の目の前で何度も中出しSEX!! 合計12発（5月19日、ディープス）※「あかね」名義
- 「早漏の相談中に我慢できず暴発したら優しくゆっくり改善セックスしてくれた看護師さん」 VOL.3（6月7日、DANDY）
- オシッコ我慢中に無理やり巨根をねじ込まれ激ピス! 快感に耐えきれず絶頂お漏らしする足腰ガクブル女子○生 3（6月21日、ナチュラルハイ）
- AV女優自画撮りオナニーコレクション 第三弾（7月13日、V&R PRODUCE）
- 乳首しゃぶらせながら手コキ! 短時間で射精をさせたら、高額賞金GET!（7月26日、SODクリエイト）
- ナイトプール痴漢（7月26日、ナチュラルハイ）
- マジックミラー号 真夏の海岸で見つけた10代水着美少女に童貞のフリした絶倫男が激ピストン!! 何度イっても無視しガン突き再開!イったあとのマ○コはキュッと締まってエビ反り真正中出し 4（8月1日、SODクリエイト）
- 痴漢総決起集会2018 夏の陣撮り下ろし10作品 完全［中出し］スペシャル（8月1日、ナチュラルハイ）
- うさぎっ娘女子校生とふわふわ異世界学園生活（8月10日、BAZOOKA）
- ローターをぶら下げたまま逃走アクメ! 膣痙攣して振動部が抜けなくなるほど何度もイキまくる女子○生（8月23日、ナチュラルハイ）
- まさかっ!!もしかしてもしかするっ?!仕事の後輩女子と2人っきり!!バスタオル1枚のナイスシチュエーション発生!!神様っ、これは一発ヤレってことでしょうか?（8月31日（レンタル）/9月7日（セル）、LEO）
- 時間停止チャレンジ なりきりマネキン選手権 一番イッた娘は10連続中出し!（9月1日、ワンズファクトリー）
- 狂おしき屈辱NTR 妻が部下達に抱かれるのが見たい（9月7日、アタッカーズ）
- 羞恥 男女が体の違いを全裸になって学習する質の高い授業を実践する共学高校の保健体育 3（9月20日、サディスティックヴィレッジ）
- マジックミラー号 ハードボイルド サディヴィレお手伝いスペシャル! フラれた彼女とヨリを戻したい! 募集した元カレに元カノの出没ポイントを案内させナンパ ミラー号に連れ込んでSEXに持ち込み元カノに目隠しをして、隠れていた元カレがチ○ポ挿入! 自慢のテクニックでイカせてヨリを戻すことができるのか!?（9月20日、サディスティックヴィレッジ）
- 兄嫁レイプ 引きこもりの支配者 2（10月7日、アタッカーズ）
- 修学旅行で東京に来た田舎女子○生に“読モ”にしてあげる、と声をかけダマしナマ中出し!一緒に来ている他のクラスのお友達を電話で呼び出させてその娘も連鎖レ○プ 4（10月11日、サディスティックヴィレッジ）※「愛」名義
- AV女優 裸コレクション 第八弾（10月12日、V&R PRODUCE）
- 洗脳ドリル 強欲病院編 〜生意気な女医や看護師を性処理にしてハメまくる!〜（10月25日、SODクリエイト）
- 夜行バスで声も出せずイカされた隙に生ハメされた女はスローピストンの痺れる快感に理性を失い中出しも拒めない 女子○生限定 2 腰振り発情SP（10月25日、ナチュラルハイ）
- 妻の友人が我が家で喰い込み仮装パーティーを始めました（10月25日、F&A）
- 出会い系やりまくって特に可愛かった娘とのH動画を撮って売ってみた 02（10月26日、SCOOP）
- Ma●ko Device Bondage 鉄拘束マ○コ拷問 V（11月1日、グローリークエスト）
- 大好きな弟の精子をこっそり塗りたくるオナニーだけじゃ満足できず無理やり押さえつけ宝船プレスで中出しをせがむ姉（11月8日、ナチュラルハイ）
- 新感覚 健康×フィットネス風俗（11月8日、F&A）
- 中々落とせない港区勤務の人妻会社員ナンパ 職場→家庭の隙間時間を盗んで火遊び願望を触発！ラブホで死角ゼロの包囲盗撮（11月10日、ホットエンターテイメント）※「玲奈」名義
- 初心で可愛い素人女子校生の「ラップ越しなら…」っていうお言葉に甘えてラップ素股へ! カッチカチの生チ○ポでマ○コを激しく擦り、目指すは乙女のトロ生マ○コ! 突き破ってSEX挿入へ! 「えっ?うそ!?」 チ○コで掻き回されて感じちゃってプチパニックの女子校生（11月27日、MERCURY）
- ユーチ○ーバーになってお金を稼ぎたい妹と友達が、ちょいエロ動画を撮っていたはずが、僕とエッチな検証をしだしてマ○コに挿入しちゃったのでAV作品にして出しちゃいました（12月6日、SWITCH）
- 貞淑妻が夫に内緒でAV出演! イク事を我慢させられ、気が狂う程寸止めされた後の気持ちよすぎる大絶頂セックス!（12月6日、F&A）※「あい」名義
- 可愛い洋服だから脱ぎません♥ 着衣のままパンティずらしてチ○ポを挿入(インサート)! ガーリー女子編（12月13日、アロマ企画）
- セーラー服と白綿パンチラ（12月13日、アロマ企画）
- 一般男女モニタリングAV 放課後Wデート中の仲良しカップル限定! 人生初のカップル交換! 手コキ・フェラ・生ハメ何でもありの同室スワッピング連続射精バトル! 大好きな恋人の目の前で女友達の彼氏チ○ポをたくさん射精させれば賞金総取り! 初めての友達チ○ポで興奮してしまった女子○生は彼氏に悪いと思いつつも中出しセックスで大絶頂!! 射精回数18発（12月19日、ディープス）
- 続・マジックミラー号 ミラー号から降りてきた素人女性をま○こが乾く前にスタッフが再ナンパ！民宿に連れ込みSEXした記録映像 水着美女編2018（12月20日、SODクリエイト）
- メガネ真面目従妹がTバック! マジメでガリ勉な女子学生の従妹は色気ゼロで女として見てなかったけど、チラッと見えたTバックにギャップ萌え!実はむっつりスケベ女子でした。（12月20日、SWITCH）
- マジックミラー号ハードボイルド 神技エステティシャンのヌルヌル妙技で興奮した彼女さんを「膣内デトックスですよ」とダマして激ピス・マシンバイブ! 人生初の激潮を吹きまくったあげく、最後は彼氏を裏切ってデカチン挿入を許してしまうのか?（12月20日、サディスティックヴィレッジ）
- 美脚美女の蒸れたパンストに大量ザーメンドピュッ!（12月22日、シャーク）
- AJOI 究極の完全主観オナニーサポートDVD Tバックパンツ挑発 2 Aromatic Jerk Off Instruction（12月25日、アロマ企画）
- 卒業式間近の男子校生応援企画! 「憧れの先生と禁断の関係になりたい!!」 授業中こっそり似顔絵を描くしかできなかった地味な童貞生徒が大好きな担任と二人きりでHな保健体育補習♡ 先生の大きなおっぱいを揉んで、唾液ベロチュー、学校に内緒で生中筆おろしスペシャル!（12月28日、赤面女子）

- 受付嬢in… (脅迫スイートルーム)（1月4日、ドリームチケット）
- 羞恥! 彼氏連れ素人娘をマシンバイブでこっそり攻めまくれ! 16 素人VSマシンバイブ 激安居酒屋にマジックミラー特設スタジオを設置 賀正!お正月のワケありカップル続々登場!編（1月10日、サディスティックヴィレッジ）
- SWITCH8周年記念作品 スクールパンチラ見せつけ誘惑してくるクラスメイト クラスの女子たちと日替わりパンチラエッチできた月曜から金曜日までのできごと。（1月24日、SWITCH）
- 突然パンチラで挑発されてこっそりシゴいちゃった僕。 その17（1月25日、アロマ企画）
- 聖美少女アマゾネス拷問 〜美麗最強女戦士の惨すぎる処刑〜 Episode-3:残虐発狂レイヤー女闘神!! イキ嬲り獄門屈辱女体萌え（1月25日、Baby Entertainment）
- むっつり文系メガネっ子3姉妹 知的好奇心→性的欲求へ!? 書籍の世界でしか知らなかった男性器を目撃し痴態を晒し大暴走!（2月1日、DOC）
- 父と娘の近親セックス 酒癖が悪く、親離れも出来ない私はいつもお父さんに迷惑を掛けています。そんなだからあの日も…。（2月1日、プラネットプラス）
- 夢の近親相姦 兄妹編 妹の発達したお尻!ミニスカからハミ出したパンチラに辛抱たまらずチ○コ突き立ててしまった。「お兄ちゃんパンティ破って入ってきそうだよ♥」って笑いながら小悪魔の誘い。 親の目の届かない公衆トイレや図書館で挿入しちゃったよ〜ん!（2月7日、SWITCH）
- 教師失格 マゾ堕ち孕ませ肉便器 〜中出し専用〜（2月7日、サディスティックヴィレッジ）
- クリトリスの形までクッキリわかる! イキまくりパンツ越しオナニー 3（2月13日、アロマ企画）
- 女監督真咲と波多野結衣ちゃんの素人女子にガチンコ!レズ指南!（2月15日、ピーターズ）
- バレそうなスリル感で興奮し何度も激イキ! 10人の自画撮り何処でも見せたがる変態女オナニー（2月15日、プリモ）
- 一般男女モニタリングAV 徹底比較!「愛情VS巨根」 仲良しカップル限定 『ハプニングが起きてもずぅーっとディープキスを続けられたら100万円』 彼氏とイチャラブキス中のJD彼女にいきなりデカチン寝取り即ハメ!! 彼氏の短小ち○ぽでは届かなかった子宮の奥を激突きされイキまっくった彼女は最愛の彼氏の目の前で中出しまで受け入れてしまうのか!?（2月19日、ディープス）
- 極上素人 ドキュメント らぶほなう（2月19日、ブラックドッグ）※「あい」名義
- ユーザー様の見たいイカセを大募集! 「失神絶頂した後も快感を与え続けると?他人の喘ぎ声だけでイケるのか?被虐と快楽を交互に与えられると?」をSOD女子社員が真面目に検証してみた結果 イキ過ぎ大量潮吹き痙攣絶頂132回!! SOD性科学ラボ REPORT 9（2月21日、SODクリエイト）※「清水彩」名義
- 声優さんの日常的パンチラ 〜声のお仕事してる女の子は無防備!?〜（2月25日、アロマ企画）
- 無許可 ナマ中出しナンパ 卒業コンパ帰りのJD4人に許可をとらずにザーメン大量注入!（3月8日、S級素人）
- 【完全主観】 モテモテノーパンハイスクール ボクのオチンチンを奪いあうノーパン女子校生たちとの ハーレム学園性活（3月8日、BAZOOKA）
- ぼっちナンパ! 2018ハロウィーンin渋谷 ニュースで話題になったあの日の夜も世界の波多野結衣様はナンパを継続!こんなハッピーな日の夜に1人でいる「ハロぼっち」な子をGETしてレズ3Pなんかも飛び出しちゃいましたスペシャル!!後編（3月12日、MERCURY）
- お尻AJOI 究極の完全主観オナニーサポートDVD アナル見せつけ挑発（3月13日、アロマ企画）
- 2倍楽しめる穿き替えパンチラ 制服プリーツスカートの中はカラフルワールド（3月13日、アロマ企画）
- 夫婦で挑戦! 夫があべみかこの凄テクを20分我慢できたら賞金! 2回イカされちゃったら妻が寝取られ中出しSEX!!（3月13日、はじめ企画）※「しょうこ」名義
- 男達の性玩具 黒髪美少女はオナペット（3月13日、イノセント）
- 彼女のお姉さんは、誘惑ヤリたがり娘。 19 彼女の家に遊びに行ったらお姉さんに迫られイケナイ関係に…（3月29日、プレステージ）
- オフパイちゃん 悶々とするチク欲を毎日のチクニー&チクイキで慰めている全身性感B.B.女子とピクピク相互イジり合い（3月29日、ワープエンタテインメント）※「亜衣」名義
- 集団露出魔に輪姦された女子○生（4月11日、ナチュラルハイ）
- 綺麗な若妻さんと一発ハメたいから、パーソナルトレーニングジムを始めてみました（4月11日、F&A）
- ブルセラストライカー・アイ 汚された純真、恥獄調教の果て（4月12日、GIGA）
- 清楚なお姉さんも本当は淫れたい 禁断の妄想連続アクメ願望（4月13日、アロマ企画）
- ママ友コスプレ座談会（4月25日、F&A）※「あい」名義
- 夜勤中の人妻看護師 声が出せない状況で喘ぎ声を押し殺す密着セックス（5月10日、ホットエンターテイメント）※「杏奈」名義
- 「夜行バスで出会った痴女J○に淫語言葉責め唾液たっぷり手コキで焦らされて敏感になったチ○ポを連続でヤられた」 VOL.1（5月23日、DANDY）
- 魔法美少女戦士セーラーフロンティア 絶倫仮面復活編（5月24日、GIGA）
- SOD女子社員 10名が業務中に全裸健康診断 膣の奥までチ○ポでチェックするAV会社ならではの赤面羞恥検診（6月20日、SODクリエイト）※「清水彩」名義
- 放尿を見られた女性教員の生まれて初めてのイキっぱなしSEX（6月20日、アキノリ）
- ワンダーヴィーナス 超人ハング編（6月28日、GIGA）
- セクシー極上尻が縦揺れしまくるトゥワークダンス騎乗位で友達の姉に精液が尽きる程しこたまイカされまくった VOL.2（7月5日、DOC）
- 元看護師は枯れ専女子 皆野あい 24歳（7月11日、アキノリ）
- 親の再婚でやって来た小悪魔姉妹がミニスカパンチラで誘惑! ずっと一人っ子だった僕と同じ屋根の下、わざと目の前で着替えを見せつけたり扉開けっぱなしでオナニー見せつけたりするもんでチ○コ勃ちっぱなしの毎日。（7月11日、SWITCH）
- 妻の友人に浴室で密着されすぎて、息も出来ない…。（7月11日、F&A）
- 固定バイブ だるまさんが転んだ 13（7月13日、はじめ企画）※「ほのか」名義
- お尻の穴の収縮とシワの本数までバッチリ分かるアナルひくひくオナニー 2（7月25日、アロマ企画）
- 女子○生の日常は超大胆! 彼氏とのイチャラブ 青姦・放尿・オナニー（7月25日、アキノリ）
- メンズエステの聖地池袋で繁盛店に潜入して一発ハメちゃいました!!（7月25日、F&A）
- サエない僕に同情した女子校生の妹に「擦りつけるだけだよ」という約束で素股してもらっていたら互いに気持ち良すぎてマ○コはグッショリ!でヌルっと生挿入!「え!?入ってる?」でもどうにも止まらなくて中出し! 7（8月8日、アイエナジー）
- 幼なじみの近所のお姉ちゃん達のデカく成長した尻がミニスカからハミ出して僕を誘う。 昔みたいにスカートめくりしたら逆に興奮してきたお姉ちゃん 勃起チ○ポを自分からズボッてハメちゃった（8月8日、SWITCH）
- 時間停止させられた女子大生はコンマ0秒で濃縮絶頂しながら中出しされていた。（8月25日、ダスッ!）
- ナチュラルハイ20周年記念作品 完全撮り下ろし[レズ痴漢]2本立てスペシャル 媚薬レズ痴漢/寸止めレズ痴漢 +シリーズ総勢18人総集編付き2枚組480分 超豪華版（9月12日、ナチュラルハイ）
- 風俗店で働くことを決めた人妻たち（9月13日、あら、スケベ）
- えっちな巨乳お姉さんの淫語かたりかけぐちゅぐちゅ乳首イジリっ放しオナニー 2（9月26日、アイエナジー）
- 妹の友達は小悪魔プリケツヤリマン! わが家に来てミニスカパンチラ誘惑しかけてきたから、妹の居ない所で絶倫チ○コぶち込んでヒィヒィ言わせてやった（9月26日、SWITCH）
- 男子諸君! 図書室女子には気をつけろ! 「しーっ!静かにしないと怒られちゃうよ!そのかわり…♥」 図書室で巻き起こるHな誘惑に耐えきれず、真面目なあの子に迫り!吸い付き!至福の中出し!（9月27日、FIRST STAR）
- 一般男女モニタリングAV 大学生限定 姉弟の絆を試すドキドキお泊りミッションここに開催! 女子大生の姉はバイ○グラ100mgを飲んだ弟と一晩同じ部屋で過ごしたら近親相姦してしまうのか!? 2 軽はずみに飲んでしまったバイ○グラで弟のチ○ポはバッキバキに勃ちっぱなし! 理性がブッ飛んだ弟に迫られた姉はオマ○コを濡らし我慢できずに生ハメセックス! 禁断の姉弟中出しは1発限りでは収まらない!（10月19日、ディープス）※「はるな」名義
- 教室でオイルマッサージ?! 部活に勤しむ清らかな女子校生がヌルヌルオイルで性感帯を敏感にさせられて悪徳エスティシャンの魔チンにイキ狂いメス堕ち! 「お願い!誰も来ないで〜!」（11月12日、FIRST STAR）
- 素人お嬢さん ラップ1枚隔ててお友達と素股体験して発射できたら賞金GET!!（12月12日、アイエナジー）
- 残酷女体狂乱淫動装置 完全撮り下ろし!! 快楽漬けマシーンの餌食となった8名のイキっぱなし女体（12月19日、Baby Entertainment）

- レズビアンパーティ Rich Lesbian Party（1月7日、ビビアン）
- ママの超ボインと姉妹の超ミニスカぷり尻が同居した日から僕のものに! 父の再婚で突然できた新しいママと連れ娘たちはヤリマンでドMで僕の元気すぎるチ○ポを狙い胸チラとパンチラで誘惑してきます。ママに性教育された絶倫チ○コが発動して姉妹にイラマチオ&スパンキングSEXで死ぬほどイカせてやりました。（1月9日、SWITCH）
- オフ顔、盗撮。 AV女優という“仮面”をとった女性達の“カメラの前では絶対に見せない”シロウトな素顔。Vol.3（3月13日、コレ彦）
- 湯けむり天獄 〜縄情の宿〜 14 天縄の愛 編（5月1日、ヴァンアソシエイツ）
- 忘れられない夜にしよう。（10月8日、SILK LABO）

### イメージDVD
- Ai あい ふぉー ゆー（2016年2月4日、REbecca）

### VR
2017年
- 美少女レイヤーあいの小悪魔グラインド騎乗位 妹のコスプレ姿に発情した僕に跨る愛あるナマ姦 ver.VR（2017年9月15日、WAAPグループVR）

2018年
- 「な・か・だ・し・ま・●・こ♥」 耳元囁き小悪魔パンチラ家庭教師と密着生中性教育（3月25日、エロタイム）
- 無邪気な小悪魔 暴発 痴女責めSEX（4月28日、ブイワンVR）
- 超絶倫妹が人生で初めて彼女が出来た童貞の僕の為にSEXの練習台に! お兄ちゃんの為とか言われてキスをしていたら段々スイッチが入ってラブラブ♥チュッチュ5連続中出しSEX（8月24日、こあらVR）
- ハッピーバースデー!! 僕のことが好き過ぎる彼女へサプライズ密着生中出しプレゼント!!（8月25日、KMPVR-bibi-）
- 海の近くに民泊したら真夏の水着ギャルとバッティング!! ノリが良すぎな2人組とひと夏の思い出酒酔い3P VR!!（9月7日、変態紳士倶楽部）
- 超絶至近距離でパンチラを見せつけながらお兄ちゃんのオナニーを全力で応援してくれるバイノーラル淫語サポートVR あいの指示でたくさん精子出してくれたらイチャラブ最強対面座位で生中出しSEX!!（9月14日、こあらVR）
- アニメ声で骨抜きチョー褒め殺し嬉し 2! クリクリの大きな瞳に見つめて褒めて褒めて褒めまくってくれる! ストレスがスッ飛ぶラブラブ癒やされSEX（10月20日、ブイワンVR）
- 3人の姉が朝・昼・晩。ところかまわず僕のチ○ポを狙ってきます…。 「おはよう♥」から「おやすみ♥」まで、ドスケベ三姉妹から性欲処理三昧VR!!（11月19日、ワンズファクトリー）
- 真下からの神アングル 痴漢VR（12月21日、ROOKIE）

2019年
- 常にパンチラとブラチラが見れるラッキースケベ電車（1月4日、ROOKIE）
- 泣きじゃくり ver.VR（1月18日、WAAPグループVR）
- KMPVR 1000作記念感謝企画!! 夢のオフパコ免許合宿 ワケあり欲求不満な美女とハーレム化!! 4人全員に中出し!!全4コーナー!!（1月24日、KMPVR）
- 同棲している彼と喧嘩して家を飛び出してきた大学の後輩「あいちゃん」が泊めてほしいと俺の家にきた!!（2月20日、アロマ企画）
- 制服見学店を完全再現 マジックミラー越しにアナタの目の前に超接近!至近距離でパンチラ・胸チラ・疑似フェラ&セックス!（6月27日、kawaii*）
- 青春時代にカムバック! ドキドキ卒業旅行VR 女子風呂で生着替え&洗い合いっこ覗き見 ※僕だけ捕まってお仕置きハーレムフェラ!? 呼びだされて胸キュン告白! 二人きりでイチャイチャのはずが… お祭り騒ぎで大乱交しちゃった1泊2日（8月7日、kawaii*）
- 【超過激】 噂のマジックミラー制服見学店の裏オプスペシャル 制服少女8人がモロ出し生ま●こを至近距離で押しつけプレス!（8月22日、kawaii*）
- 目の前で赤くほてったイキ顔ドアップVRバックから挿入されて腰振りSEXで突かれながら連続絶頂のイキ顔をカメラの前でドアップ収録（9月4日、ROOKIE）
- 新・真下からパンチラVR（9月20日、ROOKIE）
- 高級風俗嬢の極上サービス 淫語ざんまい! 女神級に可愛い美少女に卑猥ペニスを突きさし 「あいのグチョグチョオマ●コ気持ちイイですかぁ?」 たっぷりとザーメン注入!（9月21日、TEPPAN VR）

## テレビ
- 阿部乃ちゃんねる（2017年1月3日、エンタ!959）
- 魚拓と成瀬のツキとスッポンぽん #215,#216（2018年10月14日,21日、パチ・スロ サイトセブンTV）

## 雑誌
- 週刊プレイボーイ 2015年7月20日号（集英社） - グラビア「ゼロの裸 〜読者がつくるAVアイドル〜」
- 週刊プレイボーイ 2015年8月17日号（集英社） - グラビア「ゼロの裸 〜読者がつくるAVアイドル〜」
- 週刊プレイボーイ 2015年9月21日号（集英社） - グラビア「ゼロの裸 〜読者がつくるAVアイドル〜 最終章」
- 週刊大衆ヴィーナス 2016年3月号（双葉社） - グラビア
- 週刊大衆 2016年10月31日号（双葉社） - グラビア